# Амандін Дюлон
Амандін Дюлон (фр. Amandine Dulon; нар. 22 березня 1982) — колишня французька тенісистка.
Найвищу одиночну позицію світового рейтингу — 220 місце досягла 19 травня 2003, парну — 279 місце — 3 лютого 2003 року.
Здобула 1 одиночний та 3 парні титули туру ITF.
Завершила кар'єру 2006 року.

## Фінали ITF

### Одиночний розряд (1–1)
| Легенда          |
| ---------------- |
| турніри $100,000 |
| турніри $75,000  |
| турніри $50,000  |
| турніри $25,000  |
| турніри $10,000  |

| Фінали за покриттям |
| ------------------- |
| Тверде (1–0)        |
| Трава (0–0)         |
| Ґрунт (0–1)         |
| Килим (0–0)         |

| Результат | Ранг | Дата            | Турнір                | Покриття | Суперниця             | Рахунок       |
| --------- | ---- | --------------- | --------------------- | -------- | --------------------- | ------------- |
| Перемога  | 1.   | 3 березня 2002  | Албуфейра, Португалія | Тверде   | Аранча Парра Сантонха | 6–3, 3–6, 6–4 |
| Поразка   | 1.   | 31 березня 2002 | Ам'єн, Франція        | Ґрунт    | Юлія Бейгельзимер     | 5–7, 6–3, 3–6 |

### Парний розряд (3–1)
| Легенда          |
| ---------------- |
| турніри $100,000 |
| турніри $75,000  |
| турніри $50,000  |
| турніри $25,000  |
| турніри $10,000  |

| Фінали за покриттям |
| ------------------- |
| Тверде (2–0)        |
| Трава (0–0)         |
| Ґрунт (1–1)         |
| Килим (0–0)         |

| Результат | Ранг | Дата            | Турнір                   | Покриття | Партнерка        | Суперниця                           | Рахунок                 |
| --------- | ---- | --------------- | ------------------------ | -------- | ---------------- | ----------------------------------- | ----------------------- |
| Перемога  | 1.   | 13 вересня 1998 | Денен, Франція           | Ґрунт    | Олівія Санчес    | Лінкі Акрон Карін Бейкон            | 5–7, 7–5, 6–3           |
| Перемога  | 2.   | 24 лютого 2002  | Валі-ду-Лобу, Португалія | Тверде   | Северін Бельтрам | Анна Флоріс Джулія Меруцці          | 7–6(7–3), 6–2           |
| Поразка   | 1.   | 7 липня 2002    | Мон-де-Марсан, Франція   | Ґрунт    | Северін Бельтрам | Штефані Гайднер Наташа Рандріантефі | 4–6, 2–6                |
| Перемога  | 3.   | 26 січня 2003   | Гренобль, Франція        | Тверде   | Северін Бельтрам | Леслі Буткевіч Кім Кілсдонк         | 5–7, 7–6(7–2), 7–6(7–4) |